# 奥田芙美代
奥田 芙美代（おくだ ふみよ、1977年6月11日 - ）は、日本の政治家。れいわ新選組所属の参議院議員（1期）。本名は遠藤 芙美代（えんどう ふみよ）。

## 経歴
福岡県福岡市生まれ。福岡雙葉小学校、福岡雙葉中学校・高等学校を経て武蔵野音楽大学を卒業し、ピアノ講師となった。
2011年の福島第一原子力発電所事故を機に東京都から糸島市に移住。九州電力玄海原子力発電所の再稼働に反対する市民運動などを展開した
。
2022年7月の第26回参議院議員通常選挙にれいわ新選組公認で福岡県選挙区から立候補したが、定数3人に対し7位で落選。
2024年10月の第50回衆議院議員総選挙に福岡3区から立候補したが、4位で落選。得票率9.82%と10％を割り込んだため、重複立候補していた比例九州ブロックでの当選資格も失った。
2025年6月に第27回参議院議員通常選挙に比例区で立候補することが発表された。同年7月の投開票の結果、25,454票を獲得し特定枠含めて党内3位となり、党が3議席を確保したため当選。

## 人物
- 子は2男1女[6][2]。
- 校則見直し市民団体「全国カルト校則廃止プロジェクト」の代表[2][3]。

## 選挙歴
| 当落 | 選挙                     | 執行日         | 年齢 | 選挙区       | 政党         | 得票数    | 得票率 | 定数 | 得票順位 /候補者数 | 政党内比例順位 /政党当選者数 |
| ---- | ------------------------ | -------------- | ---- | ------------ | ------------ | --------- | ------ | ---- | ------------------ | ---------------------------- |
| 落   | 第26回参議院議員通常選挙 | 2022年07月10日 | 45   | 福岡県選挙区 | れいわ新選組 | 8万2333票 | 4.10%  | 3    | 16/7               | /                            |
| 落   | 第50回衆議院議員総選挙   | 2024年10月27日 | 47   | 福岡県第3区  | れいわ新選組 | 2万2661票 | 9.82%  | 1    | 4/6                | ー/1                         |
| 当   | 第27回参議院議員通常選挙 | 2025年07月20日 | 48   | 参議院比例区 | れいわ新選組 | 2万5454票 | ーー   | 50   | 3/12               | 3/3                          |